# Йожен Виоле льо Дюк
Йожен Виоле льо Дюк (на френски: Eugène Emmanuel Viollet-le-Duc) е френски архитект, историк, археолог, реставратор, инженер, декоратор, художник.
Считн е за основоположник на архитектурната реставрация. Възстановява много средновековни забележителности във Франция, включително повредени или изоставени по време на Френската революция. Сред неговите големи реставрационни проекти са Парижката Света Богородица, базиликата в Сен Дени, Мон Сен Мишел, Сент Шапел и средновековните стени на Каркасон. 